# Villa Marguerite (Nancy)
Pour les articles homonymes, voir Villa Marguerite (homonymie).
La Villa Marguerite est un édifice situé dans la ville de Nancy, en Meurthe-et-Moselle, région Lorraine (Grand Est).

## Histoire
La villa est située au no 3 de la rue du Colonel-Renard dans la cité-jardin du Parc de Saurupt de Nancy.
Elle est construite  en 1904 pour Aimé Prost, ingénieur-administrateur des Salines de Bosserville (54) par les architectes Henri Gutton et  Joseph Hornecker et le peintre-verrier Joseph Janin pour les vitraux.
Hornecker, considéré comme le principal maître d'oeuvre, réalise une villa pittoresque de style Art nouveau influencée par l'architecture de Hector Guimard et le régionalisme néo-normand.
Les façades, toitures et grille de clôture sont inscrites par arrêté du 4 mai 1994 au titre des monuments historiques.